# Монтевидео Уондърърс
ФК „Монтевидео Уондърърс“ или само „Уондърърс“ (на испански: Montevideo Wanderers Fútbol Club) е уругвайски футболен отбор от Монтевидео.
Първоначално цветовете на отбора са синьо и бяло, но през 1903 г. синьото е заменено с черно в знак на приятелство с аржентинския Естудиантес де Буенос Айрес, чиито цветове също са черно и бяло. Едва ли не за да оправдае името си (уондърър на английски означава скитник, пътешественик), отборът сменя общо четири стадиона, а има и периоди, в които няма собствен стадион.
Уондърърс има пет участия на Копа Либертадорес (1975, 1983, 1986, 1988 и 2002), като само последния път успява да премине груповата фаза, но отпада на осминафинала от Пенярол.

## Успехи
- 3х шампион на Уругвай: 1906, 1909 и 1931
- 2х вицешампион на Уругвай: 1980 и 1985
- 4х шампион на Сегунда Дивисион: 1952, 1962, 1972 и 2000
- 2х победител в Квалификационния турнир за Копа Либертадорес: 1987 и 2001
- 2х Копа де Онор: 1908 и 1910
- 5х Копа Компетенсия: 1906, 1908, 1911, 1917 и 1918
- 2х Торнео Компетенсия: 1987 и 1990
- 3х Cup Tie Competition: 1911, 1917 и 1918
- 1х Copa de Honor Cousenier: 1908
- 1х Campeonato Integración Montevideo-Interior: 1977
- 1х Copa Montevideo: 1981
- 1х Campeonato 75 aniversario C.N.E.F: 1986
- 1х Copa Río de la Plata: 1923
- 1х шампион на Уругвай (УФФ): 1923*

* Забележка: През 1923 г. Пенярол и Сентрал Еспаньол са изхвърлени от Уругвайската футболна асоциация и създават Уругвайска футболна федерация (УФФ), която в продължение на 2 години организира паралелно първенство. Уондърърс участва с по един отбор в официалното първенство и в това на УФФ. Вторият отбор се казва Атлетико Уондърърс и печели титлата през 1923 г., но тя не е официално призната.

## Известни бивши играчи
| - Андрес Скоти - Гилермо Сангинети - Густаво Десоти - Енцо Франческоли - Ектор Скароне | - Лоренцо Фернандес - Мауро Каморанези - Обдулио Варела - Оскар Алсина - Пабло Бенгоечеа | - Пабло Гарсия - Себастиан Легурен Ледесма - Сантяго Остоласа - Хорхе Андрес Мартинес - Хорхе Бариос |